# Wilhelm Sinkovicz

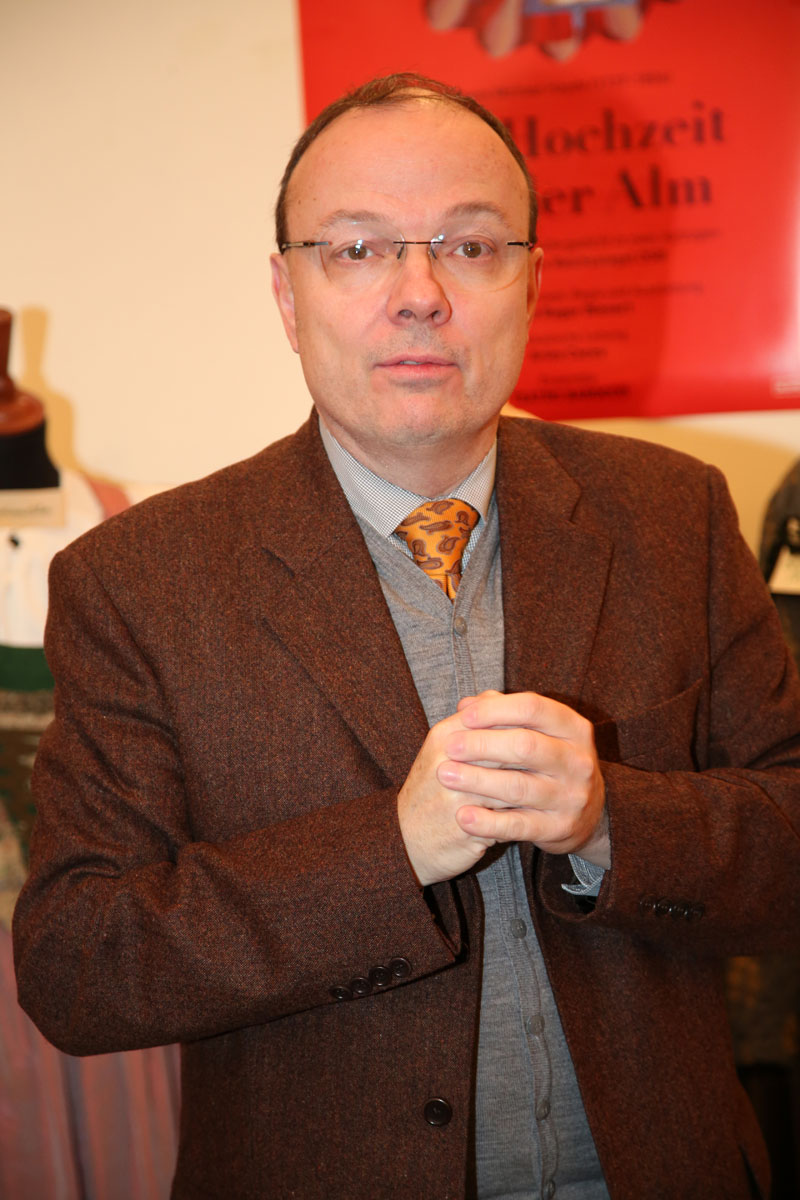
Wilhelm Sinkovicz, 2013

Wilhelm Sinkovicz (* 1960 in Wien) ist ein österreichischer Musikwissenschaftler und Journalist, Musikkritiker im Feuilleton der Wiener Tageszeitung Die Presse.

## Biographie
Sinkovicz studierte Musikwissenschaft an der Universität Wien und Komposition am Konservatorium der Stadt Wien bei Rüdiger Seitz. Er wurde mit einer Dissertation über Paul Hindemiths Rainer-Maria-Rilke-Vertonungen Das Marienleben promoviert.
Seit 1984 ist Sinkovicz Musikkritiker bei der Tageszeitung Die Presse. Von 1989 bis 1992 war er dort außerdem Leiter der Kultur-Redaktion, danach bis 2005 parallel zur Kritikertätigkeit Chefredakteur des wöchentlichen Kulturmagazins „Schaufenster“. Seither widmet er sich ausschließlich dem Musik-Journalismus und gestaltet für die „Presse“ auch spezielle Veranstaltungsreihen zu kulturpolitischen Themen, vor allem einen seit 1997 etablierten „Musiksalon“, der im einstigen Tabakmuseum seine Premiere erlebte und nach Stationen im Wiener Karajan-Centrum  und im Wiener Musikverein ab 2015 im MuTh, Wien, beheimatet war. Nach dem 25-Jahr-Jubiläum übersiedelte der Musiksalon 2023 in den „Eroica-Saal“ vom Theatermuseum Wien.
Regelmäßig gestaltete Sinkovicz ab 1986 Rundfunksendungen für Ö1 (u. a. eigene Sendereihen wie „Klassische Verführung“ und „Philharmonische Verführung“) und hielt lange Jahre Vorlesungen zu musikhistorischen und musikalisch-analytischen Themen am Institut für Theaterwissenschaft der Universität Wien und an der Universität für Musik. Seit 1998 unterrichtet er Musik-Analyse für die Komponisten- und Dirigentenklassen am Konservatorium der Stadt Wien.
Musikwissenschaftliche Beiträge von Wilhelm Sinkovicz erschienen u. a. in mehreren Jahrbüchern der Franz-Schmidt-Gesellschaft, deren Präsident Sinkovicz war, in der Festschrift zum 60. Geburtstag von Theophil Antonicek oder im Hindemith-Jahrbuch.

## Sonstiges
Im Jahr 2013 kam es anlässlich einer Sonderausgabe der Presse zu einem Rollentausch. Die Mezzosopranistin Angelika Kirchschlager interviewte den Musikkritiker zu seiner Karriere und dem Journalistenberuf.

## Veröffentlichungen (Auswahl)
- Mehr als zwölf Töne Arnold Schönbergs. Wien: Zsolnay 1998, ISBN 3-552-04890-1
- Das Haus am Ring: die Wiener Oper; ein Spaziergang durch das Haus mit einem Blick hinter die Kulissen. Wien: Holzhausen 1997, ISBN 3-900518-67-X
- Johann Strauß (mit Herwig Knaus) Wien: Holzhausen 1999, ISBN 3-900518-88-2
- Beethovens Klaviersonaten: 32 Hörerlebnisse. Wien: Doblinger 2000; ISBN 978-3-900695-48-4
- Mozart: seine Musik Wien: Die Presse Verlag/Styria, 2005, 139 S. : Ill., Notenbeisp, ISBN 3-85431-401-9
- Kadenzen. Notizen und Gespräche mit Franz Welser-Möst. Wien; Graz; Klagenfurt; Styria; 2007, ISBN 978-3-222-13217-9
- mit Michaela Schlögl: Georges Prêtre – maestro con brio Graz: Styria 2009, ISBN 978-3-222-13276-6

## Auszeichnungen
- Kulturjournalist des Jahres 2005